# Novembre
Pour les articles homonymes, voir Novembre (homonymie).
octobre décembre
Novembre est le onzième mois des calendriers grégorien et julien. Ce mois dure 30 jours. Il est le troisième mois de l'automne météorologique dans l'hémisphère nord, alors qu'il est associé au printemps dans l'hémisphère sud, mais aussi le premier mois hivernal (estival dans l'hémisphère austral).
Son nom est issu du latin "novem", qui signifie neuf car il était le neuvième mois de l’ancien calendrier romain.

## Historique

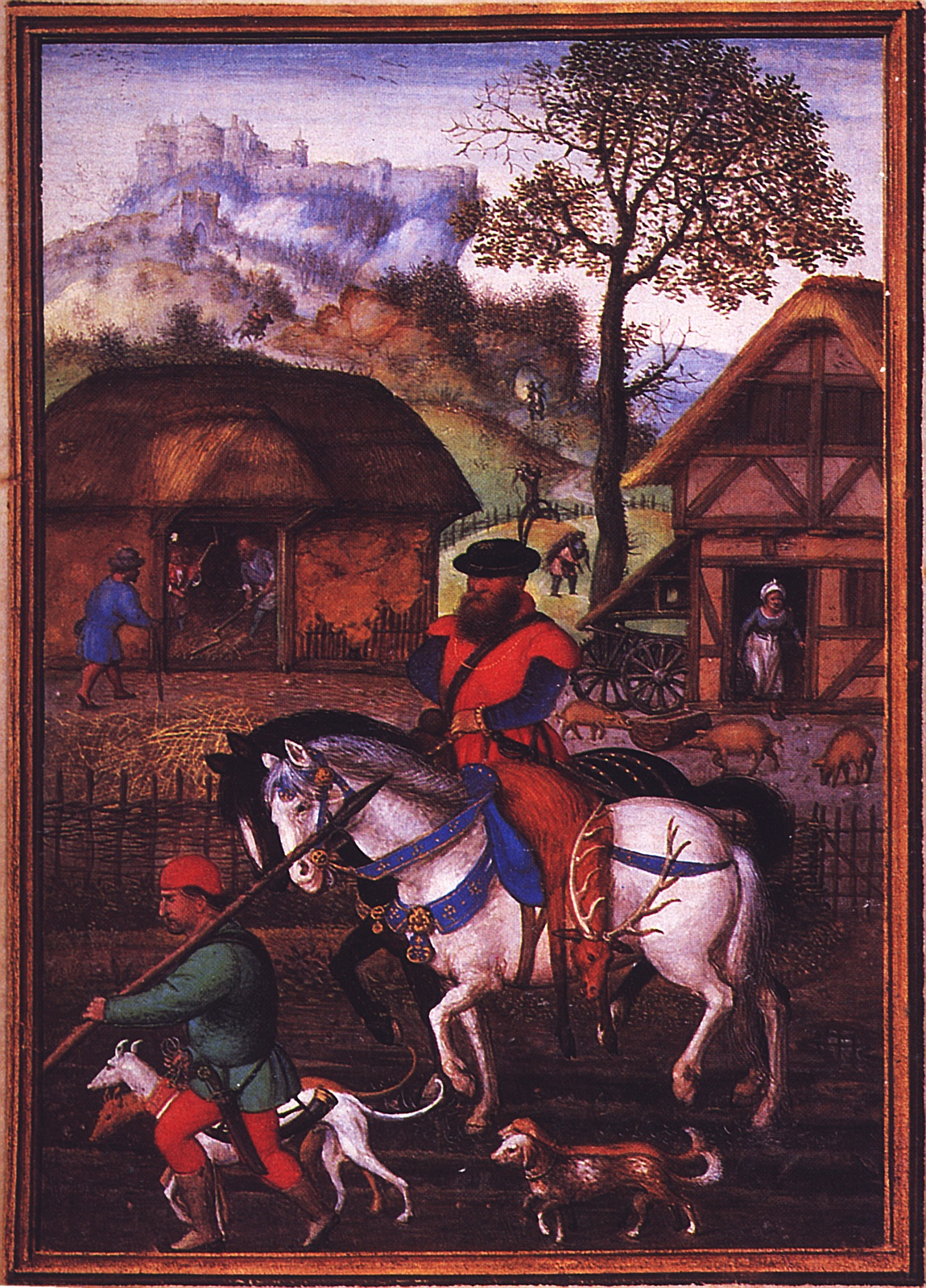
Calendrier flamand : novembre (Simon Bening), mois traditionnel de la chasse aux « bêtes noires et rouges » (sangliers, cerfs et chevreuils).

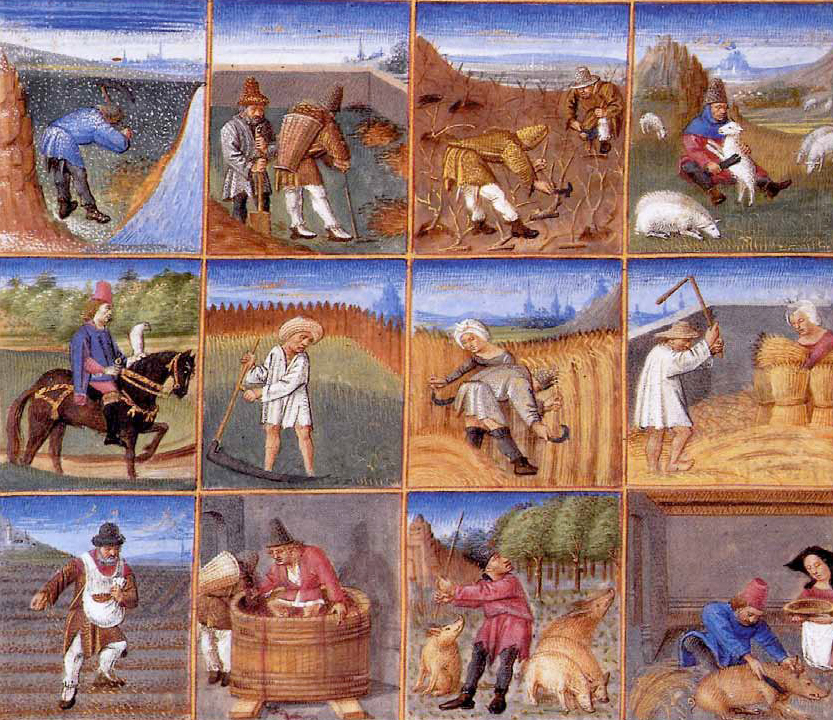
Dans son Ruralium commodorum opus, Pierre de Crescent symbolise le mois de novembre par la glandée : à l’aide de sa perche, le paysan fait tomber des glands du chêne dont se nourrissent les porcs.

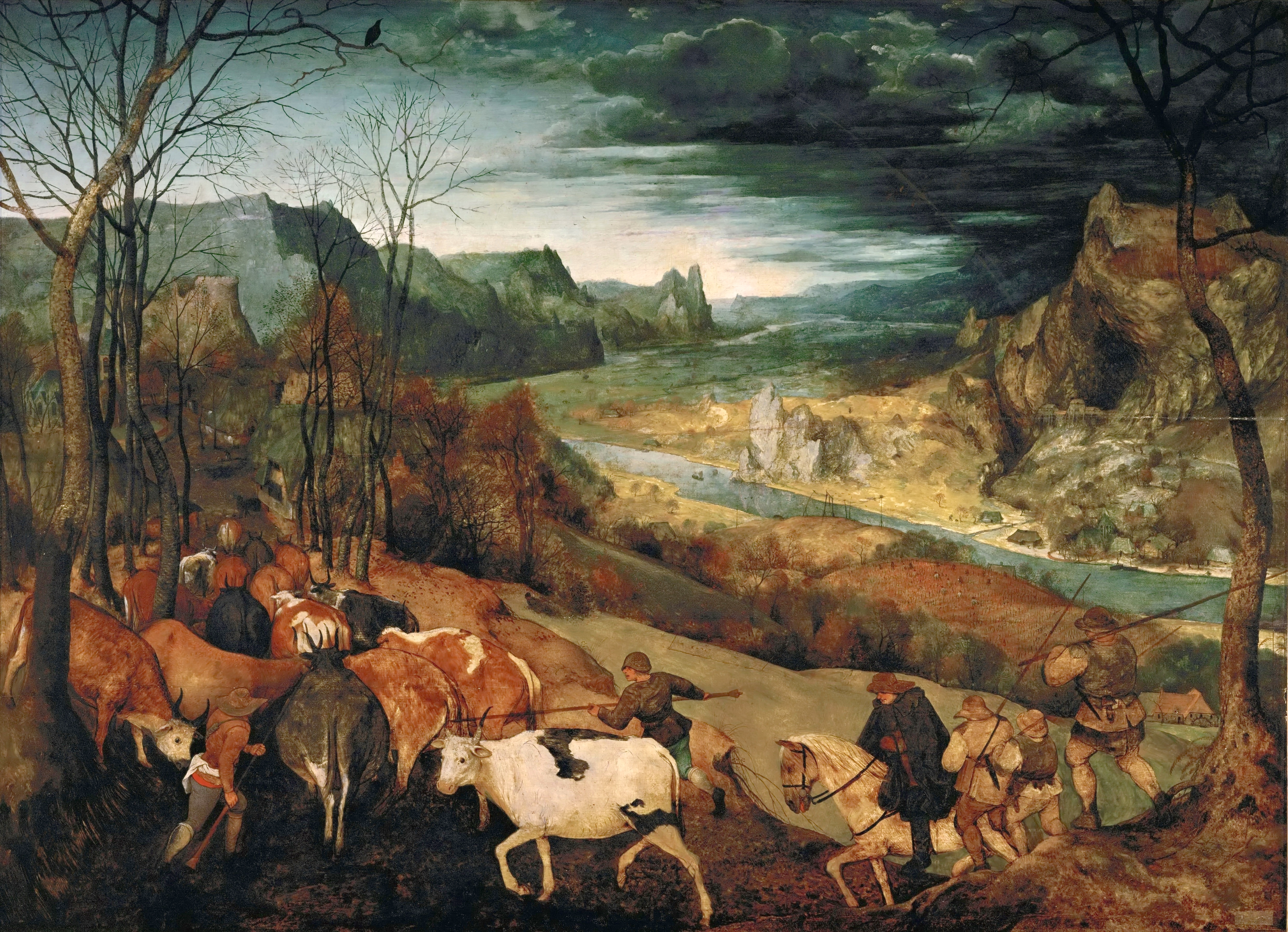
La Rentrée des troupeaux (titré aussi Novembre), tableau de Pieter Brueghel l'Ancien en 1565, rappelle que le temps du pâturage est terminé.

À l’origine dans le calendrier romain dit romuléen qui comprend dix mois, novembre (en latin November, de novem, neuf et du suffixe bris provenant peut-être du latin ber « porter », ou de l'expression ab imbre, « après les neiges ») est le neuvième mois de l'année. Les Romains ayant pris l'habitude de personnifier et de déifier tous les faits qu'ils ont du mal à expliquer (tel le cycle annuel), ils rangent d'un côté les « bons » dieux, et de l'autre les « mauvais » dieux, et prennent soin de se mettre sous la protection des premiers, pour se préserver des seconds. Ainsi dans ce calendrier romain, seuls les quatre premiers mois de l'année portent (ou se rapportent) à des dieux protecteurs, dont trois sont en réalité des déesses : Martius (mois de mars) consacré au dieu romain Mars, Aprilis (mois d'avril) consacré à Aphrodite, Maius (mois de mai) en l'honneur de Maia, Iunius (mois de juin) en l'honneur de Junon. Les autres mois avaient-ils moins de valeur que les précédents aux yeux des Romains ou, comme le pense Thomas George Tucker (en), l'importance était-elle accordée uniquement aux quatre premiers mois qui commandent la planification des travaux agricoles ? Toujours est-il que les six derniers mois ne sont à cette époque désignés que par le chiffre qui les place et qui permet de les distinguer dans le cours de l'année : Quintilis pour le cinquième mois, Sextilis pour le sixième, September pour septième, October pour le huitième, November pour le neuvième, December pour le dixième. Dans ce contexte, mars est le premier mois de l’année romaine pour honorer le fondateur de Rome Romulus dont le père était le dieu Mars mais également pour honorer le dieu agricole et guerrier : cette divinité romaine préside au printemps, au retour des beaux jours favorables à l'agriculture, et inaugure dans le calendrier la nouvelle année qui met un terme à la trêve militaire traditionnelle ouverte d'octobre à la fin février. Selon les traditions relatées par les auteurs latins (Ovide, Varron), le calendrier passe à 12 mois, soit sous Numa Pompilius, soit sous les decemviri vers 450 av. J.-C. et janvier devient le premier mois de ce calendrier dit pompilien afin de rapprocher le début d'année du solstice d'hiver qui met fin à la saison morte et amorce le renouveau solaire. Cependant, les années romaines sont identifiées par la date d'élection des deux consuls, qui prennent leurs fonctions le 1er mai et le 15 mars avant 153 av. J.-C.. Le début de l'année consulaire est fixé au 1er janvier lors de la mise en place du calendrier julien en 45 av. J.-C., Jules César le faisant commencer non précisément au solstice d'hiver mais seulement au jour de la nouvelle lune qui suivait directement celui-ci, afin de s'accommoder de la mentalité des Romains, accoutumés à l'année lunaire.
Au Moyen Âge, les pays de la chrétienté utilisent le calendrier julien et commencent la numérotation de l'année à une fête religieuse importante, le 25 décembre (style de la Nativité de Jésus), le 25 mars (style florentin ou style de l'Annonciation), voire à Pâques (style de Pâques) comme dans certaines régions françaises. Cependant, les calendriers médiévaux continuent à afficher les années selon la coutume romaine, en douze colonnes allant de janvier à décembre. Dès le haut Moyen Âge, les autorités religieuses prévoient les temps liturgiques où il est interdit de célébrer le mariage : cela va, selon les régions, depuis l'Avent jusqu'à l'octave de l'Épiphanie du Seigneur, de la Septuagésime à l'octave de Pâques, du dimanche avant les Rogations au septième jour après la Pentecôte, si bien que le mois de novembre, marqué par la Toussaint et la fête de Saint-Martin, est une période moins propice pour les mariages. En France, novembre s'impose comme le 11e mois lorsque le roi Charles IX décide, par l’édit de Roussillon en 1564, que l’année débuterait désormais le 1er janvier. Le pape Grégoire XIII étend cette mesure à l'ensemble de la chrétienté avec l'adoption en 1582 du calendrier grégorien qui se met en place progressivement dans les États catholiques, lentement dans le reste du monde (la Turquie n'adopte cette réforme qu'en 1926). Mais même dans les pays chrétiens, l'application de cette réforme reste très inégale. Ainsi pendant plusieurs siècles, il n'est pas rare que deux villages voisins puissent fêter Noël à des semaines d'intervalle, ou que des paysans se révoltent contre les jours (de fête, de travail) qu'on leur avait « volés » en ajustant le calendrier. En France, l'ordre des quatre derniers mois de l'année du calendrier est en partie conservé dans l’écriture courante des actes jusqu'à la Révolution et même au cours du XIXe siècle : VIIbre, 7bre ou 7bre (septembre) ; VIIIbre, 8bre ou 8bre (octobre) ; IXbre, 9bre, 9bre ou 9bre (novembre) ; Xbre, 10bre ou 10bre (décembre). Ainsi, l'étymologie latine du mois de novembre rappelle encore aujourd'hui l'ordre que ce mois tenait dans l'année du calendrier dit pompilien : désormais en onzième position, il était « le neuvième » de l'année.

## Activités sociales et économiques
Dans l'hémisphère nord, le cycle de onze jours de la Toussaint à la Saint-Martin (jadis fête chômée rivalisant d'importance avec la Saint-Jean) est un point tournant dans le cycle des activités agraires et pastorales (en France, il correspond notamment au temps de plusieurs récoltes et cueillettes, des labours et des semailles d'automne, des battages et des vendanges, de la fin des pâtures en plein air). Mois hivernal marqué par le gel, il voit la disparition des moustiques et des insectes ravageurs. Les symptômes de la dépression saisonnière hivernale se développent chez les sujets prédisposés. Novembre marque le début du cycle de l'Avent et l'arrivée de la morte-saison avec plusieurs rites funéraires (Toussaint, fête des morts, Armistice) qui font de ce mois le temps du souvenir mais aussi de l'angoisse. Les naissances sont à leur étiage naturel, les conceptions en forte baisse.
Plusieurs pays, notamment anglo-saxons, marquent un événement original dénommé movember pendant le mois de novembre.
Dans le calendrier républicain, novembre était à cheval sur les mois de Brumaire et Frimaire.
Dans le calendrier japonais, l'appellation traditionnelle de ce mois est Shimo tsuki (霜月) qui se traduit par mois du givre (ou de la gelée tombante), rappelant qu'on entre dans la saison hivernale.
En France, de nombreuses prix littéraires sont remis à cette période pour clore la rentrée littéraire (Prix Goncourt, prix Femina…). Depuis 2016, les Français sont invités en novembre à relever le défi du Moi(s) sans tabac.

### Célébrations fixes
Les célébrations à date fixe sont recensées dans la section célébrations des éphémérides de novembre ci-dessus.
Ce mois est notamment marqué par la Toussaint célébrée le 1er novembre et la fête des morts le lendemain.  L'Armistice est célébré le 11 novembre. La fête de la Sainte-Catherine a lieu le 25 novembre. La fête de la Notre Dame de la médaille miraculeuse a lieu le 27 novembre.

### Célébrations mobiles
Tous les quatre ans, l'Election Day, le mardi qui suit le premier lundi de novembre (donc entre le 2 et le 8 novembre à ne pas confondre avec le super tuesday des élections primaires), se tient l’élection présidentielle aux États-Unis. À mi-période, ce même mardi se tiennent aussi généralement les élections locales des différents États. Le Thanksgiving a lieu le quatrième jeudi du mois aux États-Unis (et le deuxième lundi d'octobre au Canada). 
Le Beaujolais nouveau est célébré tous les 3e jeudis du mois, date à laquelle sort le beaujolais primeur.

## Traditions et superstitions

### Symboles
La pierre de naissance (en) associée au mois de novembre est la topaze et la citrine. La fleur de naissance est le Chrysanthème.

### Astrologie
Novembre, en astrologie, commence dans le tropique astrologique ouest avec le soleil dans le signe du Scorpion et finit sur le signe Sagittaire.
En astronomie, le soleil commence dans la constellation de la Balance, traverse la constellation du Scorpion approximativement du 24 au 29 et finit dans la constellation d'Ophiuchus, qui est la seule constellation zodiacale à ne pas être associée à un signe astrologique.

### Dictons du mois et interprétations
Les cultures populaires se sont inventés des dictons météorologiques pour conjurer l'incertitude. Dans ces dictons qui ne traduisent une réalité que pour les pays tempérés de l'hémisphère nord, on distingue deux groupes : les prévisions à court terme élaborées généralement à partir d'un savoir empirique (marins, agriculteurs, forestiers) et qui ont une certaine fiabilité ; les prévisions à long terme qui s'appuient sur le calendrier et n'ont aucune fiabilité.
Voici une liste de quelques dictons se rapportant à ce mois et leurs interprétations :
- « Novembre chaud au début, froid à la fin », « novembre, mois des brumes, par devant réchauffe et par derrière refroidit. »

Le début de novembre marque l'été de la Saint-Martin.
- « Chaleur de novembre nuit fort et cause de bien des gens la mort. »

La chaleur, anormale pour la saison, n'est pas à souhaiter.
- « Le vent de novembre arrache la dernière feuille », « quand il gèle en novembre, l'herbe part comme tendre »,  « quelque temps qu'il fasse en novembre, commence du feu dans ta chambre. » 
Au contraire le mois peut marquer les premières gelées.
- « En novembre s'il tonne, l'année sera bonne », « quand en novembre il a tonné, l'hiver est avorté », « brouillard en novembre, l'hiver sera tendre », « quand en novembre la pluie noie la terre, ce sera du bien pour tout l'hiver. »

Le temps de novembre annonce celui des mois suivants.
- « En novembre, bon paysan va vendre son poulain. »

Novembre est le mois traditionnel de foire aux chevaux qui a lieu aux alentours de la fête de saint Hubert, patron des chasseurs qui préside la bénédiction des animaux sur le parvis des églises.

## Toponyme
Le nom de plusieurs voies, places, sites ou édifices contient le mot Novembre : voir Novembre (homonymie) 